# Leonardo Monje
Leonardo Esteban Monje Valenzuela (Temuco, 16 marzo 1981) è un ex calciatore cileno, di ruolo attaccante.